# Neoseiulus plantagenis
Neoseiulus plantagenis är en spindeldjursart som först beskrevs av Kolodochka 1981.  Neoseiulus plantagenis ingår i släktet Neoseiulus och familjen Phytoseiidae. Inga underarter finns listade i Catalogue of Life.